# كارلوس لوكي
كارلوس لوكي (بالإسبانية: Carlos Luque) (1 مارس 1993 بقرطبة في الأرجنتين - ) هو لاعب كرة قدم أرجنتيني في مركز الهجوم. شارك مع منتخب الأرجنتين تحت 20 سنة لكرة القدم. أما مع النوادي، فقد لعب مع بنيارول ونادي أتليتيكو كولون ونادي إنترناسيونال.

## وصلات خارجية
- كارلوس لوكي على موقع إي إس بي إن إف سي (الإنجليزية)
- كارلوس لوكي على موقع قاعدة بيانات كرة القدم.إي يو (الإنجليزية)
- كارلوس لوكي على موقع Soccerbase.com (لاعب) (الإنجليزية)
- كارلوس لوكي على موقع Soccerway.com (الإنجليزية)
- كارلوس لوكي على موقع عالم كرة القدم.نت (الإنجليزية)
- كارلوس لوكي على موقع AS.com (الإسبانية)